# Jussi Björlings allé

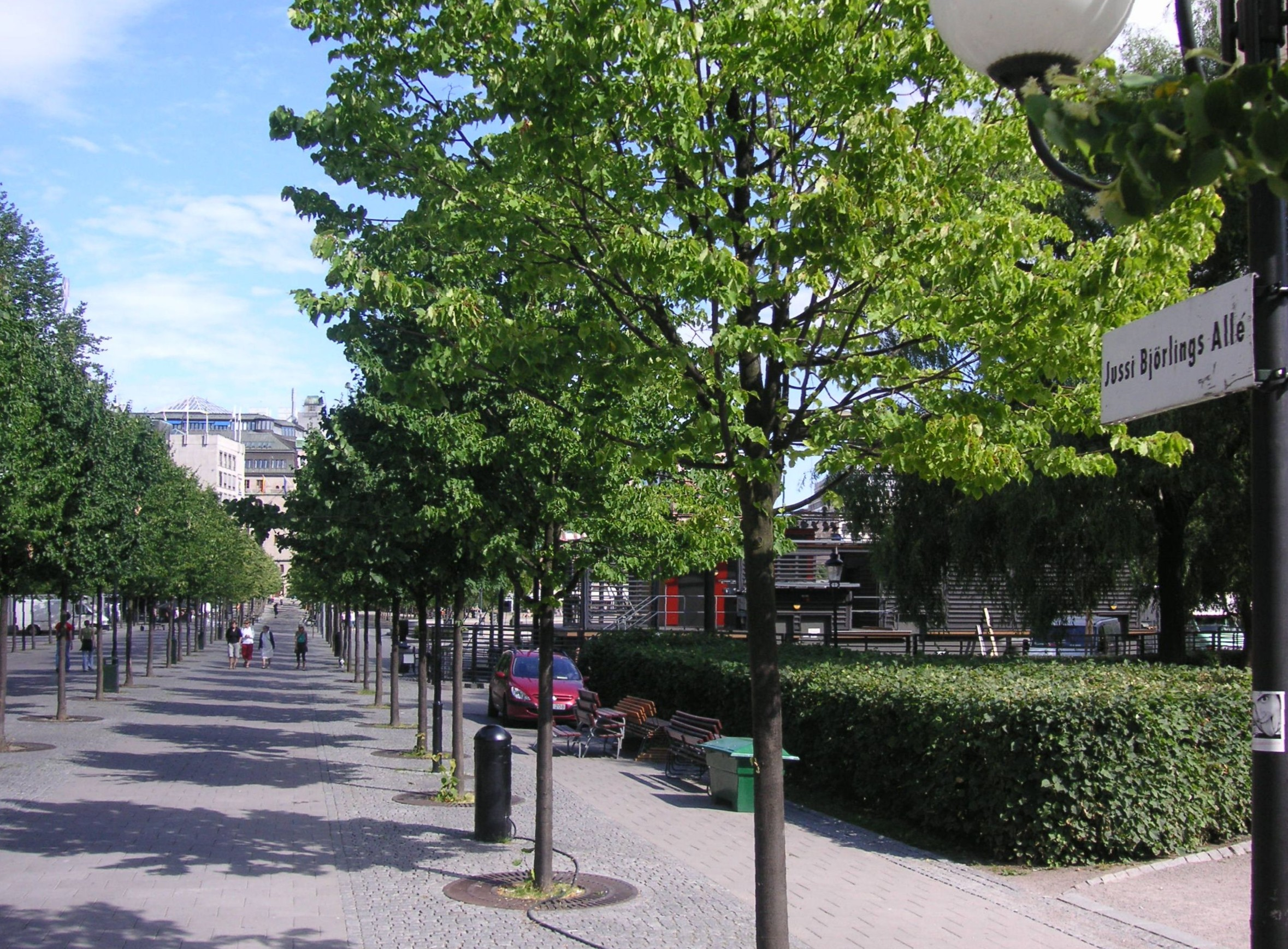
Jussi Björlings allé, juli 2008

Jussi Björlings allé är ett promenadstråk i Kungsträdgården i stadsdelen Norrmalm i Stockholm. Allén sträcker sig längs västra sidan av Kungsträdgården från Karl XII:s torg i söder till Hamngatan i norr.
Den 10 mars 1998 blev den västra allén i Kungsträdgården döpt efter operasångaren Jussi Björling och år 2007 fick den östra allén, Birgit Nilssons allé, sitt namn efter operasångerskan Birgit Nilsson. Det innebär att det skapades ett namnpar med anknytning till Kungliga Operan som finns i närheten.